# ブレイズ・フィールディング
ブレイズ・フィールディング（Blaze Fielding）は、セガのベルトスクロールアクションゲーム『ベア・ナックル』シリーズの登場人物。

## 概要
『ベア・ナックル 怒りの鉄拳』（以下『I』と表記）で元々婦人警官だったブレイズは、同僚のアクセル、アダムと共に腐り切った警察に見切りを付けて離れると、シンジケートの壊滅を目指し戦い抜く事を誓った。『ベア・ナックルIII』（以下『III』と表記）では、アクセル同様に警察に復職、特殊捜査課に所属し、ラクシン爆破事件を担当した。　　
性格は、温厚で芯が強いが、男勝りな部分もあり怒らせると怖い。
柔道の達人。柔道をきっかけに東方の武術を学び、戦闘ではそれを実践する。得意な武器はナイフ。己の技と強さに自信を持っている。
服装は『I』では赤いジャケットを着用していたが、『ベア・ナックルII 死闘への鎮魂歌』（以下『II』と表記）では上半身が赤いチューブトップのみで『III』では赤いビスチェのみになり、『ベア・ナックルIV』では赤いチューブトップの上に黒いジャケットを着用している。また、『I』のみ頭部に赤いバンダナを巻いている。
口の左下に黒子があり、髪は『I』では黒髪だったが、『II』以降は茶髪となっている。
キャラクターボイスはゲームサウンドを担当している古代祐三の音声を加工したものが使用されている。

## ゲーム上の性能
『I』では、パワーはB(普通)、ジャンプはA(優秀)、スピードはA(優秀)。　
『II』では(最高値が★★★)、パワーが★★、テクニックが★★、スピードが★★、ジャンプが★★、スタミナが★★と平均的な性能になっている。
『III』では(最高値が★★★)、パワーが★★、テクニックが★★★、スピードが★★、ジャンプが★★、リーチが★となっている。

## 技の解説

### ジャンプ技
回し蹴り
その場でジャンプし、相手に左足で蹴りを食らわせる。
飛び蹴り
相手に向かってジャンプし、左足で飛び蹴りを食らわせる。
パンチラする。
落掌打
ジャンプして、落下しつつ左手で打撃を加える。

### 小技
上段蹴り
右足を前方に蹴り上げる。
後掃脚
背後の敵に向かって、右足で足払いをかける。

### 大技
強力連続技
敵を掴み、頭部か腹部に膝蹴りを2回加え、最後に平手打ちで相手を吹き飛ばす。
大外刈り
敵を掴んで、地面に叩きつけ、後方に飛び退く。
巴投げ
敵を掴んで、自分が向いている方向とは逆に投げ飛ばす。
ジャーマンスープレックス
敵を羽交い締めにして、投げる。
飛翔双斬
前方へのハンドスプリングから跳躍して、気功を纏った両手の手刀を相手に叩き込む。
1対1の時に有効な技だが、飛び上がった際に、空中で隙が出来やすいので、注意が必要。

### 必殺技
気功掌
左右のどちらかに、気功を放出して相手を攻撃する。使用するとライフが一定量減る。
多段ヒットする。
円舞脚
バク転しながら、左足で相手を蹴り上げる。敵に当たった時のみ、ライフが一定量減る。
緊急回避用の無敵技ではあるが着地時に隙があり、捕まりやすいのが欠点。

## 劇中での活躍
ベア・ナックル 怒りの鉄拳
平和だった街と人々を守るはずの警察すら、シンジケートに完全に支配された。街に渦巻く暴力や犯罪、恐怖、そして絶望により、治安は悪化の一途を辿った。元警官の若者であるブレイズは、同僚のアクセル、アダムと立ち上がり、腐り切った街の警察を飛び出し、自らの手でシンジケートを叩き潰す事を心に誓い、戦いを始めた。
ベア・ナックルII 死闘への鎮魂歌（レクイエム）
シンジケートを叩き潰した一年後、死んだはずのMr.Xから挑戦状が届いた。彼はアダムを人質にして、アクセルとブレイズへ本拠地に来るよう要求した。アダムを救出べく決意した二人に、アクセルの友人のマックス、アダムの弟サミーが加わり、ブレイズ達は友情と平和の為に立ち上がった。
ベア・ナックルIII
ブレイズは、パートナーであるアクセルへ、魔の原子「ラクシン」がウッドオークシティで大爆発した大惨事について書かれた新聞の切り抜き、同日に謎の失踪を遂げた軍事最高司令官ペトロフ将軍の写真を同封した手紙を送った。手紙には、この2つの事件が今回の任務だと書いていた。
今回の事件の裏には、ブレイズ達によって二度壊滅的な打撃を受けたシンジケートの存在があり、ブレイズも今またシンジケートの野望を打ち砕く為、命をかけた戦いの中へ身を投じていった。